# ISO 3166-2:BT
ISO 3166-2:BT è uno standard ISO che definisce i codici geografici del Bhutan ed è un sottogruppo del codice ISO 3166-2.
Tali codici sono stati assegnati ai 20 distretti e sono formati dalla sigla BT-, seguita da un codice numerico a due cifre, di cui la prima indica il dzongdey al quale appartiene il distretto; fanno eccezione due di essi – Gasa e Trashiyangtse – in cui l'ultima parte del codice è alfabetica.

## Codici attuali
I codici e i nomi sono elencati nell'ordine standard ufficiale pubblicato dalla ISO 3166 Maintenance Agency (ISO 3166/MA).
| Codice | Suddivisione     |
| ------ | ---------------- |
| BT-33  | Bumthang         |
| BT-12  | Chukha           |
| BT-22  | Dagana           |
| BT-GA  | Gasa             |
| BT-13  | Haa              |
| BT-44  | Lhuntse          |
| BT-42  | Mongar           |
| BT-11  | Paro             |
| BT-43  | Pemagatshel      |
| BT-23  | Punakha          |
| BT-45  | Samdrup Jongkhar |
| BT-14  | Samtse           |
| BT-31  | Sarpang          |
| BT-15  | Thimphu          |
| BT-41  | Trashigang       |
| BT-TY  | Trashiyangtse    |
| BT-32  | Trongsa          |
| BT-21  | Tsirang          |
| BT-24  | Wangdue Phodrang |
| BT-34  | Zhemgang         |